# Coupe caribéenne des nations 2001
Navigation
Édition précédente Édition suivante
La Coupe de la Caraïbe des nations est l'édition 2001 de la coupe de la Caraïbe de football.
À l'issue de cette compétition, les deux finalistes et le troisième sont qualifiés pour la Gold Cup de 2002 et le quatrième joue un match de repêchage pour cette même compétition contre le quatrième des qualifications de la zone centro-américaine.

## Tour préliminaire

### Groupe 1
Premier match joué à Philipsburg à Saint-Martin le 6 février 2001 et les autres au Marigot à Saint-Martin les 8 et 10 février 2001 :
| Rang | Équipe       | Pts | J | G | N | P | Bp | Bc | Diff |  | Résultats (▼ dom., ► ext.) |  |     |     |
| ---- | ------------ | --- | - | - | - | - | -- | -- | ---- |  | -------------------------- |  | --- | --- |
| 1    | Saint-Martin | 6   | 2 | 2 | 0 | 0 | 6  | 2  | +4   |  | Saint-Martin               |  | 3-1 | 3-1 |
| 2    | Anguilla     | 3   | 2 | 1 | 0 | 1 | 5  | 4  | +1   |  | Anguilla                   |  |     | 4-1 |
| 3    | Montserrat   | 0   | 2 | 0 | 0 | 2 | 2  | 7  | -5   |  | Montserrat                 |  |     |     |

### Groupe 2
| 3 février 2001 | Porto Rico | 1 - 2 | Îles Vierges britanniques | San Juan |  |
|                | Ortiz 63e  |       | Simmons 6e · Azile 50e    |          |  |

| 11 février 2001 | Îles Vierges britanniques | 0 - 0 | Porto Rico | Road Town, Tortola |  |
|                 |                           |       |            |                    |  |

### Groupe 3
| Équipe 1                    | Résultat | Équipe 2        |
| --------------------------- | -------- | --------------- |
| Îles Vierges des États-Unis |          | Bahamas forfait |

## Groupes de qualifications
La Jamaïque (qualifiée d'office) et Trinité-et-Tobago (pays organisateur et tenant du titre) sont directement qualifiés pour la phase finale.
La meilleure équipe de chaque groupe est qualifiée pour la phase finale ainsi que le meilleur second.

### Groupe 1:Cuba
- Tournoi disputé à Georgetown et Uitvlugt au Guyana du 4 au 8 avril 2001 :

| Rang | Équipe       | Pts | J | G | N | P | Bp | Bc | Diff |  | Résultats    |  |     |     |     |
| ---- | ------------ | --- | - | - | - | - | -- | -- | ---- |  | ------------ |  | --- | --- | --- |
| 1    | Cuba         | 9   | 3 | 3 | 0 | 0 | 7  | 1  | +6   |  | Cuba         |  | 3-0 | 1-0 | 3-1 |
| 2    | Guyana       | 6   | 3 | 2 | 0 | 1 | 4  | 3  | +1   |  | Guyana       |  |     | 2-0 | 2-0 |
| 3    | Saint-Martin | 3   | 3 | 1 | 0 | 2 | 3  | 5  | -2   |  | Saint-Martin |  |     |     | 3-2 |
| 4    | Dominique    | 0   | 3 | 0 | 0 | 3 | 3  | 8  | -5   |  | Dominique    |  |     |     |     |

### Groupe 2:Martinique
- Tournoi disputé à Fort-de-France et au Lamentin en Martinique :

| Rang | Équipe                          | Pts | J | G | N | P | Bp | Bc | Diff |  | Résultats                       |  |     |     |     |
| ---- | ------------------------------- | --- | - | - | - | - | -- | -- | ---- |  | ------------------------------- |  | --- | --- | --- |
| 1    | Martinique                      | 7   | 3 | 2 | 1 | 0 | 10 | 1  | +9   |  | Martinique                      |  | 3-0 | 1-1 | 6-0 |
| 2    | Saint-Vincent-et-les-Grenadines | 4   | 3 | 1 | 1 | 1 | 7  | 4  | +3   |  | Saint-Vincent-et-les-Grenadines |  |     | 1-1 | 6-0 |
| 3    | Îles Caïmans                    | 3   | 3 | 0 | 3 | 0 | 4  | 4  | 0    |  | Îles Caïmans                    |  |     |     | 2-2 |
| 4    | Îles Vierges britanniques       | 1   | 3 | 0 | 1 | 2 | 2  | 14 | -12  |  | Îles Vierges britanniques       |  |     |     |     |

### Groupe 3:Haïti
- Tournoi disputé à Port-au-Prince à Haïti :

| Rang | Équipe                      | Pts | J | G | N | P | Bp | Bc | Diff |  | Résultats                   |  |     |     |      |
| ---- | --------------------------- | --- | - | - | - | - | -- | -- | ---- |  | --------------------------- |  | --- | --- | ---- |
| 1    | Haïti                       | 9   | 3 | 3 | 0 | 0 | 17 | 3  | +14  |  | Haïti                       |  | 3-2 | 2-0 | 12-1 |
| 2    | Sainte-Lucie                | 6   | 3 | 2 | 0 | 1 | 19 | 6  | +13  |  | Sainte-Lucie                |  |     | 3-2 | 14-1 |
| 3    | Guadeloupe                  | 3   | 3 | 1 | 0 | 2 | 13 | 5  | +8   |  | Guadeloupe                  |  |     |     | 11-0 |
| 4    | Îles Vierges des États-Unis | 0   | 3 | 0 | 0 | 3 | 2  | 37 | -35  |  | Îles Vierges des États-Unis |  |     |     |      |

### Groupe 4:Saint-Christophe-et-Niévès
Joué à Saint John's à Antigua-et-Barbuda :
| Rang | Équipe                     | Pts | J | G | N | P | Bp | Bc | Diff |  | Résultats (▼ dom., ► ext.) |  |     |     |
| ---- | -------------------------- | --- | - | - | - | - | -- | -- | ---- |  | -------------------------- |  | --- | --- |
| 1    | Saint-Christophe-et-Niévès | 4   | 2 | 1 | 1 | 0 | 4  | 3  | +1   |  | Saint-Christophe-et-Niévès |  | 2-1 | 2-2 |
| 2    | République dominicaine     | 3   | 2 | 1 | 0 | 1 | 4  | 4  | 0    |  | République dominicaine     |  |     | 3-2 |
| 3    | Antigua-et-Barbuda         | 1   | 2 | 0 | 1 | 1 | 4  | 5  | -1   |  | Antigua-et-Barbuda         |  |     |     |

### Groupe 5:SurinameetBarbade
- Tournoi disputé à Paramaribo au Suriname :

| Rang | Équipe   | Pts | J | G | N | P | Bp | Bc | Diff |  | Résultats |  |     |     |     |
| ---- | -------- | --- | - | - | - | - | -- | -- | ---- |  | --------- |  | --- | --- | --- |
| 1    | Suriname | 7   | 3 | 2 | 1 | 0 | 10 | 3  | +7   |  | Suriname  |  | 2-2 | 3-1 | 5-0 |
| 2    | Barbade  | 7   | 3 | 2 | 1 | 0 | 9  | 5  | +4   |  | Barbade   |  |     | 2-1 | 5-2 |
| 3    | Grenade  | 3   | 3 | 1 | 0 | 2 | 6  | 7  | -1   |  | Grenade   |  |     |     | 4-2 |
| 4    | Aruba    | 0   | 3 | 0 | 0 | 3 | 4  | 14 | -10  |  | Aruba     |  |     |     |     |

- La Barbade se qualifie pour la phase finale en tant que meilleur deuxième, toutes poules confondues.

## Phase finale
Trinité-et-Tobago qualifié d'office en tant que pays organisateur.
 Jamaïque qualifié d'office.

### Groupes

#### Groupe 1
|   | Équipe            | Pts | J | G | N | P | BP | BC | Diff |
| - | ----------------- | --- | - | - | - | - | -- | -- | ---- |
| 1 | Trinité-et-Tobago | 6   | 3 | 2 | 0 | 1 | 8  | 3  | +5   |
| 2 | Martinique        | 6   | 3 | 2 | 0 | 1 | 5  | 3  | +2   |
| 3 | Jamaïque          | 6   | 3 | 2 | 0 | 1 | 4  | 3  | +1   |
| 4 | Barbade           | 0   | 3 | 0 | 0 | 3 | 2  | 10 | -8   |

| 28 juin   | Martinique        | 0 | 1 | Jamaïque   |
|           | Trinité-et-Tobago | 5 | 0 | Barbade    |
| 30 juin   | Trinité-et-Tobago | 2 | 1 | Jamaïque   |
|           | Martinique        | 3 | 1 | Barbade    |
| 3 juillet | Trinité-et-Tobago | 1 | 2 | Martinique |
|           | Jamaïque          | 2 | 1 | Barbade    |

| 15 mai 2001 | Martinique | 0 - 1 | Jamaïque     | Larry Gomes Stadium, Malabar                 |                                              |
|             |            |       | Williams 60e | Spectateurs : 6 000 Arbitrage : Roger Gurley | Spectateurs : 6 000 Arbitrage : Roger Gurley |

| 15 mai 2001 | Trinité-et-Tobago                                        | 5 - 0 | Barbade | Larry Gomes Stadium, Malabar                       |                                                    |
|             | John 20e, 50e · Dwarika 40e · Carrington 75e · Rahim 79e |       |         | Spectateurs : 6 000 Arbitrage : Harlem Villar Polo | Spectateurs : 6 000 Arbitrage : Harlem Villar Polo |

| 17 mai 2001 | Trinité-et-Tobago   | 2 - 1 | Jamaïque   | Hasely Crawford Stadium, Port of Spain             |                                                    |
|             | Eve 62e · Rahim 70e |       | Harris 27e | Spectateurs : 5 500 Arbitrage : Harlem Villar Polo | Spectateurs : 5 500 Arbitrage : Harlem Villar Polo |

| 17 mai 2001 | Martinique                  | 3 - 1 | Barbade          | Hasely Crawford Stadium, Port of Spain         |                                                |
|             | Rano 22e, 56e · Clément 64e |       | Riley 29e (pen.) | Spectateurs : 5 500 Arbitrage : John Callendar | Spectateurs : 5 500 Arbitrage : John Callendar |

| 19 mai 2001 | Trinité-et-Tobago | 1 - 2 | Martinique           | Hasely Crawford Stadium, Port of Spain        |                                               |
|             | Lawrence 29e      |       | Rano 8e · Percin 79e | Spectateurs : 2 000 Arbitrage : Godfrey Brown | Spectateurs : 2 000 Arbitrage : Godfrey Brown |

| 19 mai 2001 | Jamaïque                       | 2 - 1 | Barbade   | Hasely Crawford Stadium, Port of Spain         |                                                |
|             | Harris 14e (pen.) · Taylor 27e |       | Riley 29e | Spectateurs : 2 000 Arbitrage : John Callendar | Spectateurs : 2 000 Arbitrage : John Callendar |

#### Groupe 2
|   | Équipe                     | Pts | J | G | N | P | BP | BC | Diff |
| - | -------------------------- | --- | - | - | - | - | -- | -- | ---- |
| 1 | Haïti                      | 5   | 3 | 1 | 2 | 0 | 8  | 3  | +5   |
| 2 | Cuba                       | 5   | 3 | 1 | 2 | 0 | 5  | 4  | +1   |
| 3 | Saint-Christophe-et-Niévès | 4   | 3 | 1 | 1 | 1 | 7  | 8  | -1   |
| 4 | Suriname                   | 1   | 3 | 0 | 1 | 2 | 4  | 9  | -5   |

| 28 juin   | Cuba                       | 4 | 3 | Suriname                   |
|           | Haïti                      | 7 | 2 | Saint-Christophe-et-Niévès |
| 30 juin   | Cuba                       | 1 | 1 | Saint-Christophe-et-Niévès |
|           | Haïti                      | 1 | 1 | Suriname                   |
| 3 juillet | Haïti                      | 0 | 0 | Cuba                       |
|           | Saint-Christophe-et-Niévès | 4 | 0 | Suriname                   |

| 16 mai 2001 | Cuba                       | 4 - 3 | Suriname                                  | Marvin Lee Stadium, Tunapuna                |                                             |
|             | Delgado 30e, 34e, 47e, 60e |       | Kejansie 2e · Weibolt 17e · Sandvliet 81e | Spectateurs : 200 Arbitrage : Godfrey Brown | Spectateurs : 200 Arbitrage : Godfrey Brown |

| 16 mai 2001 | Haïti                                                      | 7 - 2 | Saint-Christophe-et-Niévès | Marvin Lee Stadium, Tunapuna               |                                            |
|             | Holman 8e, 45e · Pierre 25e, 54e, 77e, 83e · Clerjuste 89e |       | Saddler 3e · Gumbs 74e     | Spectateurs : 200 Arbitrage : Lenford Levy | Spectateurs : 200 Arbitrage : Lenford Levy |

| 18 mai 2001 | Cuba      | 1 - 1 | Saint-Christophe-et-Niévès | Marvin Lee Stadium, Tunapuna               |                                            |
|             | Prado 55e |       | Huggins 26e                | Spectateurs : 200 Arbitrage : Lenford Levy | Spectateurs : 200 Arbitrage : Lenford Levy |

| 18 mai 2001 | Haïti     | 1 - 1 | Suriname   | Marvin Lee Stadium, Tunapuna               |                                            |
|             | Pierre 2e |       | Feller 85e | Spectateurs : 200 Arbitrage : Roger Curley | Spectateurs : 200 Arbitrage : Roger Curley |

| 20 mai 2001 | Haïti | 0 - 0 | Cuba | Larry Gomes Stadium, Malabar                     |
|             |       |       |      | Spectateurs : 250 Arbitrage : Harlem Villar Polo |

| 20 mai 2001 | Saint-Christophe-et-Niévès                           | 4 - 0 | Suriname | Larry Gomes Stadium, Malabar               |                                            |
|             | Cannonier 26e · Huggins 52e · Gumbs 63e · Doynin 88e |       |          | Spectateurs : 250 Arbitrage : Roger Gurley | Spectateurs : 250 Arbitrage : Roger Gurley |

### Demi-finales
| 22 mai 2001 | Haïti                                                             | 5 - 0 | Martinique | Hasely Crawford Stadium, Port of Spain        |                                               |
|             | Monprenier 17e, 63e · Thelusma 28e (pen.) · Sala 84e · Holman 88e |       |            | Spectateurs : 3 500 Arbitrage : Godfrey Brown | Spectateurs : 3 500 Arbitrage : Godfrey Brown |

| 22 mai 2001 | Trinité-et-Tobago             | 2 - 0 | Cuba | Hasely Crawford Stadium, Port of Spain       |                                              |
|             | Dwarika 33e (pen.) · John 60e |       |      | Spectateurs : 3 500 Arbitrage : Roger Gurley | Spectateurs : 3 500 Arbitrage : Roger Gurley |

### Match pour la troisième place
| 24 mai 2001 | Martinique       | 1 - 0 | Cuba | Larry Gomes Stadium, Malabar                 |                                              |
|             | Gibon 74e (pen.) |       |      | Spectateurs : 750 Arbitrage : John Callendar | Spectateurs : 750 Arbitrage : John Callendar |

### Finale
| 25 mai 2001 | Trinité-et-Tobago                      | 3 - 0 | Haïti | Hasely Crawford Stadium, Port of Spain             |                                                    |
|             | Saunders 28e · Rahim 67e · Dwarika 77e |       |       | Spectateurs : 8 000 Arbitrage : Harlem Villar Polo | Spectateurs : 8 000 Arbitrage : Harlem Villar Polo |

| Vainqueur de la Coupe caribéenne des nations 2001: Trinité-et-Tobago Dixième titre |

Qualifiés directement pour la Gold Cup 2002 :
- Trinité-et-Tobago
- Haïti
- Martinique

Qualifié pour le match de barrage :
- Cuba (contre le quatrième de la Coupe UNCAF des nations 2001)